# 20856 Гамзабарі
20856 Гамзабарі (20856 Hamzabari) — астероїд головного поясу, відкритий 1 листопада 2000 року.
Тіссеранів параметр щодо Юпітера — 3,566.